# 高知ゴルフ倶楽部
高知ゴルフ倶楽部（こうちゴルフくらぶ）は、 高知県高知市にあるゴルフ場である。

## 概要
戦前の高知には、種崎という海沿いに9ホールのゴルフ場があった、戦時中に芋畑となり、その後は塩田に使われた後に閉鎖された。戦後、四国で一番早く開場されたゴルフ場は、1954年（昭和29年）に開場した「高松カントリー倶楽部」（設計・丸毛信勝）である。高知ゴルフ倶楽部の会報誌『正蓮寺』開場40周年記念号には、「種崎でプレーした人はもういない」と記録されている。
ゴルフ場の建設用地は、高知市内の正蓮寺地区に計画され、正蓮寺が近くにある。1957年（昭和32年）9月25日、コース設計を丸毛信勝に依頼し、コースの造成工事が着工され、1958年（昭和33年）7月21日、18ホール、パー72、距離6,217ヤード、コースレート68.5規模のゴルフ場が開場された。高松カントリー倶楽部に次ぐ2番目に歴史のあるゴルフ場である。
高知のゴルフ族は「正蓮寺は短いきしよい」という、高知ゴルフ倶楽部といわず正蓮寺ゴルフ場という。高知弁を翻訳すると「高知ゴルフ倶楽部は短いからプレーしやすい」となる。18ホールで6,217ヤードで、フロントティーどころか、長いコースならレディス並みのコースである。1994年（平成6年）、大改造が行われたが6,252ヤードで、僅かに延長しただけである。
コース設計の丸毛信勝は、芝の権威で農学博士である、丸毛の設計コースは用地条件の悪いコースが多い。高知ゴルフ倶楽部でも、打上のホールで飛ばしたボールが、斜面を転がり戻ってきてティの傍で止まった。土佐ッポは「ゴルフとはこんなものかと思った」と豪快に言った。

## 所在地
〒780-0002 高知県高知市重倉945番地

## コース情報
- 開場日 - 1958年7月21日
- 設計者 - 丸毛 信勝、戸張 捷（改造監修）
- 面積 - 760,000m2（約22.9万坪）
- コースタイプ - 丘陵コース
- コース - 18ホールズ、パー72、6,190ヤード、コースレート70.7
- フェアウェー - コウライ
- ラフ - ノシバ
- グリーン - 1グリーン、コウライ
- ラウンドスタイル - キャディ・セルフ選択可、乗用カート使用、1組4人が原則だがツーサム可
- 練習場 - 打席ヤード
- 休場日 - 1月1日、月曜日セルフデー [2][3]

## クラブ情報
- ハウス面積 - 2,640m2（798.6坪）
- ハウス設計 - MA設計
- ハウス施工 - 大成建設株式会社[2][3]

## ギャラリー
- コース - 「高知ゴルフ倶楽部」、コース紹介、2021年5月23日閲覧
- ハウス - 「高知ゴルフ倶楽部」、クラブハウス、2021年5月23日閲覧

## 交通アクセス
鉄道
- 土讃線（JR四国） - 高知駅より タクシー利用約20分[4]

道路
- 高知道 - 高知ICより 9Km 約15分[4]

## エピソード
- 「高知ゴルフ倶楽部」のフェアウェイは狭いところがある、ロストボールが多いのでボールに名前を書いてプレーすると、翌日、ロッカーの中にどっさりとボールが戻っていた[1]。

## 関連文献
- 『ゴルフ場ガイド 西版』、2006-2007、「高知ゴルフ倶楽部」、東京 ゴルフダイジェスト社、2006年5月、2021年5月23日閲覧
- 『美しい日本のゴルフコース BEAUTIFUL GOLF CULTURE IN JAPAN 日本のゴルフ110年記念 ゴルフは日本の新しい伝統文化である』、ゴルフダイジェスト社「美しい日本のゴルフコース」編纂委員会編、「高知最初のゴルフ場は正蓮寺地区に計画された」、東京 ゴルフダイジェスト社、2013年12月、2021年5月23日閲覧